# شاهزاده هاچیجو توشی‌هیتو

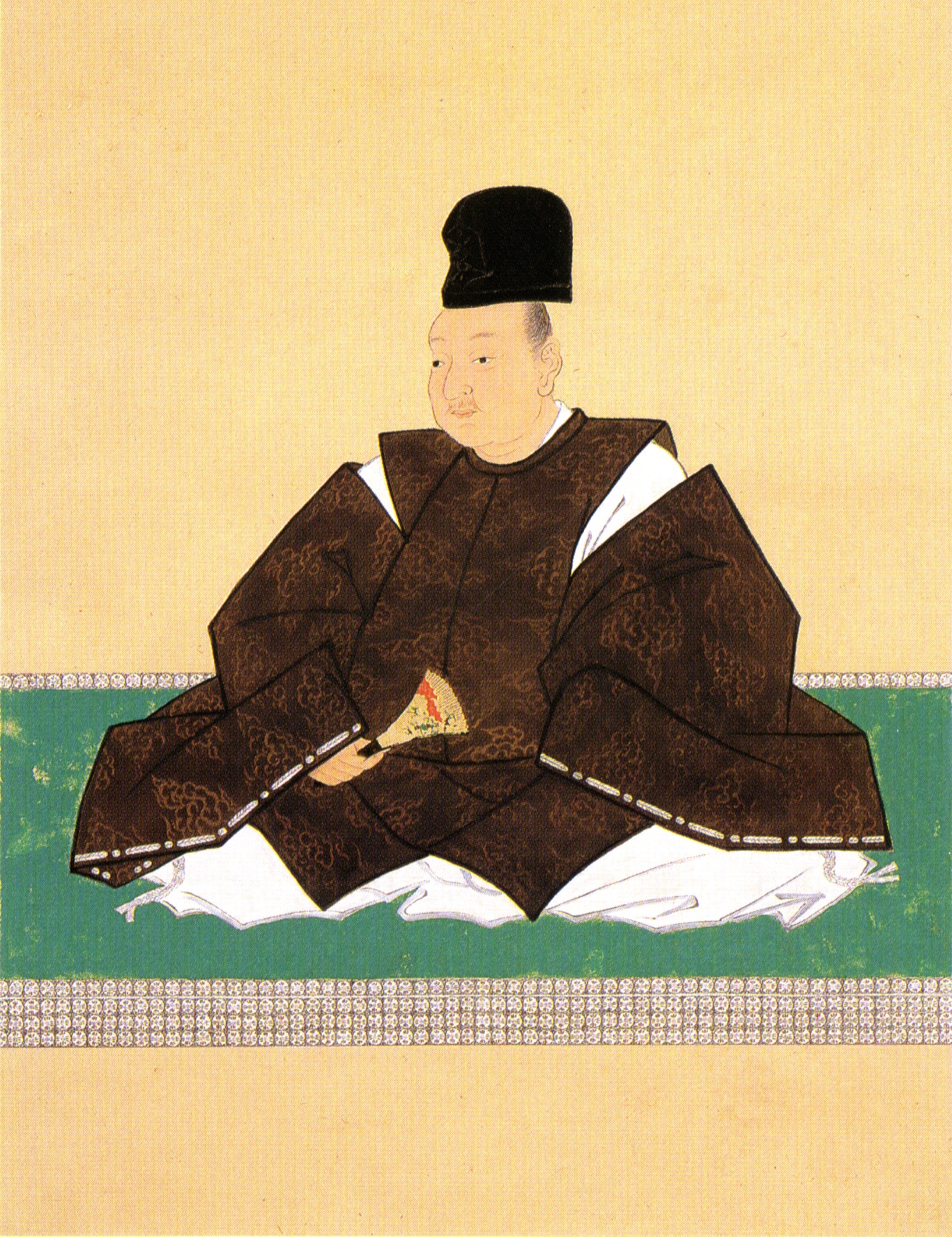
شاهزاده هاچیجو توشی‌هیتو (۱۵۷۹–۱۶۲۹)

شاهزاده هاچیجو توشی‌هیتو (به ژاپنی: 八条宮 智仁親王 Hachijō Toshihito) (۱۵۷۹–۱۶۲۹) یکی از اشراف ژاپن در طول دوره سنگوکو بود. توشی‌هیتو برادر کوچکتر امپراتور گو-یوزی بود. پس از ۱۵۸۸ تویوتومی هیدهیوشی در تلاش برای تقویت رابطه خاندان تویوتومی و دربار ژاپن، او را به فرزندی خود درآورد. در ۱۵۹۰، هیده‌یوشی ۳۰۰۰ ککو زمین به او واگذار کرد.